# Niek Michel
Nicolaas Johannes Michel (ur. 30 września 1912, zm. 24 czerwca 1971) – holenderski piłkarz, bramkarz. Uczestnik mistrzostw świata z roku 1938. W reprezentacji Holandii wystąpił zaledwie jeden raz, 17 marca 1940 w przegranym meczu z Belgią 1–7. Podczas Mundialu 1938 we Francji nie zagrał w żadnym spotkaniu. Występował w klubie VSV Telstar Velsen.